# 马蒂纳
马蒂纳是巴西巴伊亚州的一个市镇。总面积773.386平方公里，总人口11230人，人口密度14.5人/平方公里。